# Kaukasisches Imamat

Flagge

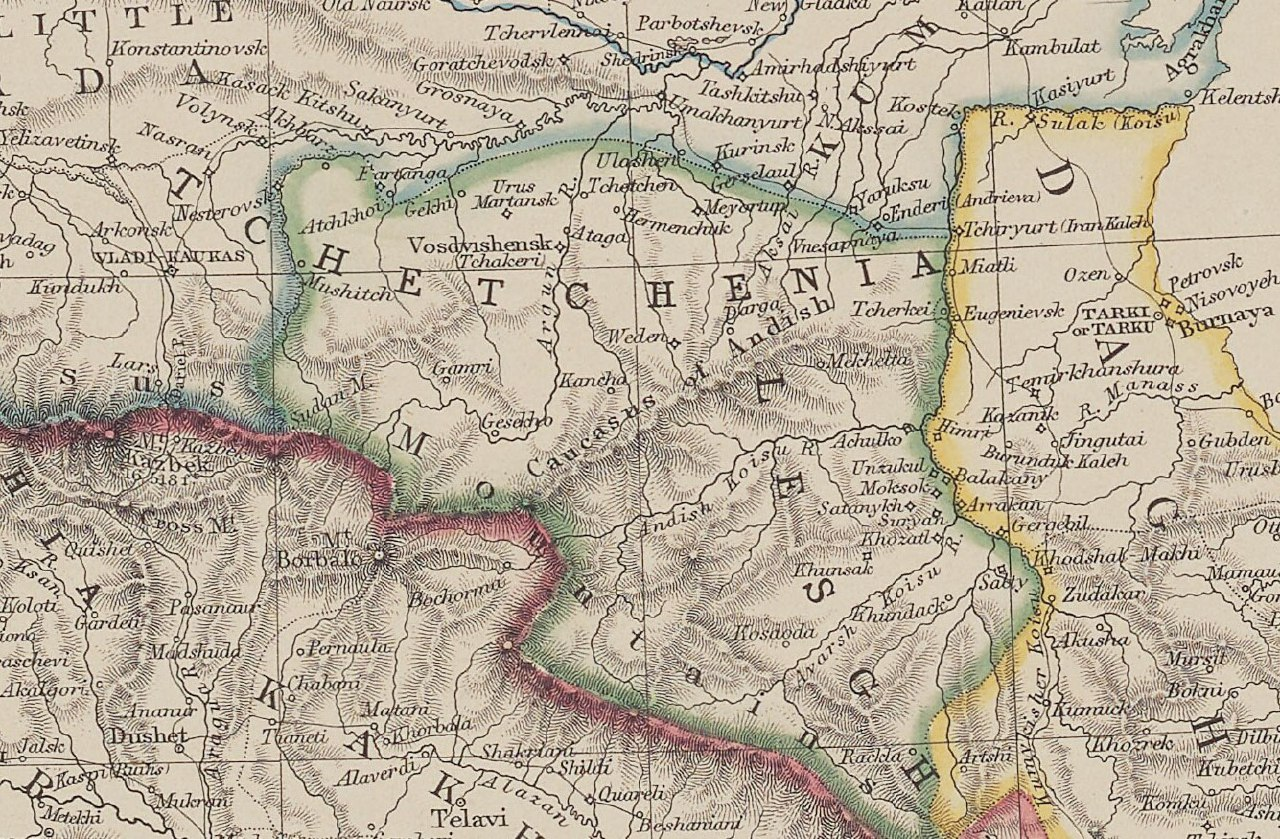
Karte des Kaukasischen Imamats von Edward Weller (1884)

Das Kaukasische Imamat bzw. Imamat Kaukasus (arabisch إمامة القوقاز, DMG Imāmat al-Qauqāz) war ein Staat, der von den Imamen des Nordkaukasus in den dortigen Regionen Dagestan und Tschetschenien gegründet wurde, als sie während der Kaukasuskriege gegen das Russische Reich kämpften.
Später hoffte Imam Schamil vom Kaukasus-Imamat auf die Unterstützung Großbritanniens, aber die britischen Behörden blieben untätig. 1859 kapitulierte Imam Schamil vor Alexander II.
Der deutsche Islamwissenschaftler Udo Steinbach (2021) berichtet über sein Staatswesen:
Nach einer Reihe militärischer Erfolge begann er [= Imam Schamil] um 1840 mit dem Aubau eines regelrechten Staatswesens, um dem Widerstand eine festere Grundlage zu geben. Das Kaukasische Imamat erhielt ein stehendes Heer, ein Postwesen, eine Steuerverwaltung und ein eigenes islamisches Gerichtswesen. Mit der Vernichtung eines gegen ihn entsandten großen russischen Heeres erlebte er 1845 den Höhepunkt seiner Macht. Dann sank sein Stern, nicht zuletzt auch deshalb, da Russland nach dem Ende des Krimkrieges (1853–1856) seine militärische Präsenz im Kaukasus stärken konnte.

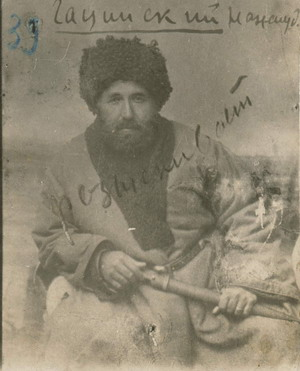
Najmudin Gotsinsky (1859–1925)

Nach der russischen Revolution von 1917 versuchte der Sohn eines der Naibs von Schamil, Nadschmuddin Gotzinski, mit türkischer Hilfe das Imamat wieder einzuführen. Er wurde aber schnell von den Sowjets besiegt. Er hatte nur in Dagestan Unterstützung und setzte seinen Kampf dort fort.

## Imame
- Ghazi Muhammad (1828–1832)
- Hamsat Bek (1832–1834)
- Schamil (1834–1859)